# Prima Divisione Piemonte 1941-1942
La Prima Divisione fu il massimo campionato regionale di calcio disputato in Italia nella stagione 1941-1942.
La Prima Divisione fu organizzata e gestita dai Direttori Regionali di Zona.
Il campionato giocato nel Piemonte fu organizzato e gestito dal Direttorio I Zona (Piemonte).

## Girone A

### Squadre partecipanti
| Squadra                         | Città (provincia)  | Stagione precedente |
| ------------------------------- | ------------------ | ------------------- |
| U.S. Braidese                   | Bra (CN)           |                     |
| A.C. Cuneo (B = riserve)        | Cuneo              |                     |
| Dop.Az. Lancia                  | Torino             |                     |
| A.C. Pinerolo                   | Pinerolo (TO)      |                     |
| Dop. SNIA                       | Torino             |                     |
| A.C. Saluzzo                    | Saluzzo (CN)       |                     |
| A.C. Saviglianese (B = riserve) | Savigliano (CN)    |                     |
| G.S. Valpellice                 | Torre Pellice (TO) |                     |

### Classifica finale
|  | Pos. | Squadra | Pt | G  | V | N | P | GF | GS | QR |
|  | ---- | ------- | -- | -- | - | - | - | -- | -- | -- |
|  | 1.   | Lancia  | ?? | 14 |   |   |   |    |    |    |
|  | 2.   | ???     | ?? | 14 |   |   |   |    |    |    |
|  | 3.   | ???     | ?? | 14 |   |   |   |    |    |    |
|  | 4.   | ???     | ?? | 14 |   |   |   |    |    |    |
|  | 5.   | ???     | ?? | 14 |   |   |   |    |    |    |
|  | 6.   | ???     | ?? | 14 |   |   |   |    |    |    |
|  | 7.   | ???     | ?? | 14 |   |   |   |    |    |    |
|  | 8.   | ???     | ?? | 14 |   |   |   |    |    |    |

Legenda:
      Ammesso alle finali regionali.
Regolamento:
Due punti a vittoria, uno a pareggio, zero a sconfitta.
In caso di pari merito in qualsiasi posizione della classifica, le squadre sono classificate grazie al miglior quoziente reti.

## Girone B

### Squadre partecipanti
| Squadra                         | Città (provincia)     | Stagione precedente |
| ------------------------------- | --------------------- | ------------------- |
| A.S. Aosta (B = riserve)        | Aosta                 |                     |
| U.S. Ardita                     | Torino                |                     |
| A.S. Biellese (B = riserve)     | Biella (VC)           |                     |
| G.I.L. Trino                    | Trino Vercellese (VC) |                     |
| ?.?. Nebiolo                    | Torino                |                     |
| U.S. Pro Vercelli (B = riserve) | Vercelli              |                     |
| U.S. Santhià                    | Santhià (VC)          |                     |
| U.S. Settimese                  | Settimo Torinese (TO) |                     |

### Classifica finale
|  | Pos. | Squadra   | Pt | G  | V | N | P | GF | GS | QR |
|  | ---- | --------- | -- | -- | - | - | - | -- | -- | -- |
|  | 1.   | Settimese | ?? | 16 |   |   |   |    |    |    |
|  | 2.   | ???       | ?? | 16 |   |   |   |    |    |    |
|  | 3.   | ???       | ?? | 16 |   |   |   |    |    |    |
|  | 4.   | ???       | ?? | 16 |   |   |   |    |    |    |
|  | 5.   | ???       | ?? | 16 |   |   |   |    |    |    |
|  | 6.   | ???       | ?? | 16 |   |   |   |    |    |    |
|  | 7.   | ???       | ?? | 16 |   |   |   |    |    |    |
|  | 8.   | ???       | ?? | 16 |   |   |   |    |    |    |
|  | 9.   | ???       | ?? | 16 |   |   |   |    |    |    |

Legenda:
      Ammesso alle finali regionali.
Regolamento:
Due punti a vittoria, uno a pareggio, zero a sconfitta.
In caso di pari merito in qualsiasi posizione della classifica, le squadre sono classificate grazie al miglior quoziente reti (QR).

## Finali per il titolo regionale

### Verdetti finali
- La Settimese è promossa in Serie C 1942-1943.
- Il Lancia è promosso in Serie C 1942-1943, ma rinuncia.[1].

### Giornali
- Archivio della Gazzetta dello Sport, stagione 1941-1942, consultabile presso le Biblioteche:
  - Biblioteca Nazionale Braidense di Milano;
  - Biblioteca Nazionale Centrale di Firenze;
  - Biblioteca Nazionale Centrale di Roma;
  - Biblioteca Civica Berio di Genova;
  - e presso Emeroteca del C.O.N.I. di Roma (non è online ma è da consultare in sede).
- Gazzetta del Popolo, quotidiano di Torino e del Piemonte.